# Lobo (Batangas)
Lobo es un municipio filipino de tercera clase, perteneciente a la provincia de Batangas, en la isla de Luzón.

## Organización territorial
Se divide en veintiséis barangayes, a saber:
- Apar
- Balatbat
- Balibago
- Banalo
- Biga
- Bignay
- Calo
- Calumpit
- Fabrica
- Jaybanga
- Lagadlarin
- Mabilog Na Bundok
- Malabrigo
- Malalim Na Sanog
- Malapad Na Parang
- Masaguitsit
- Nagtalongtong
- Nagtoctoc
- Olo-olo
- Pinaghawanan
- San Miguel
- San Nicolás
- Sawang
- Soloc
- Tayuman
- Población

## Demografía
Según el censo de 2020, tenía empadronados 40 736 habitantes.